# Abercije Hieropolski
Abercije Hieropolski  (lat. Abercius, grč. Aberkios), svetac, koji se slavi 22. listopada. 

## Životopis
Prema predaji bio je hieropolski biskup u Maloj Aziji kod Sinode. Živio je za cara Marka Aurelija. Njegov je život opisan u grobnom natpisu, što ga je sam Abercije dao uklesati prije svoje smrti.   
Arheolog William Ramsay otkrio je 1883. godine dva odlomka izvornog nadgrobnog spomenika. Sultan Abdul Hamid pokloni papi Leonu XIII. veći komad natpisa, a Ramsay mu je ustupio manji komad, te se oba glavna odlomka nalaze sada u lateranskom muzeju. Već 1881. godine otkrio je Ramsay kod Sinode drugi grobni natpis nekoga kršćanina Aleksandra. Na tom se nadgrobnom spomeniku nalaze tri prva i tri posljednja stiha Abercijeva natpisa uz promjenu imena i uz datum 216. godine. Svakako je Abercijev spomenik stariji. Točan prijevod ovoga grčkoga natpisa glasi:
Autentičnost ovog spomenika i kršćansko-euharistijski sadržaj i značaj grobnog natpisa danas je već gotovo svuda priznat.